# 이백윤
이백윤(李百允, 1977년 5월 25일~)은 대한민국의 노동운동가, 정치인이다.

## 경력
- 2002년: 민중의료연합 간사
- 2015년 1월~: 사회변혁노동자당 충남도당 위원장
- 2017년 7월~: 서산 환경파괴 시설 백지화연대 집행위원장
- 2020년~: 중대 재해 기업 처벌법 세종·충남 운동본부 공동대표
- 2021년 7월~: 산업폐기물매립장 감시 서산 시민 단체 연대 공동대표
- 2021년 8월~: 현대제철 비정규직 투쟁승리 충남지역 대책위원회 공동대표
- 2021년 12월~2022년 3월: 대한민국 제20대 대통령 선거 노동당 후보

## 전과
- 공무집행방해, 업무방해, 일반교통방해, 재물손괴, 명예훼손, 신용훼손, 폭행치상, 도로법위반, 집회및시위에관한법률 위반, 폭력행위등처벌에관한법률 위반(공동상해, 공동주거침입, 공동퇴거불응) (징역 1년, 집행유예 2년, 선고일: 2010. 12. 23.)

## 역대 선거 결과
| 실시년도 | 선거  | 대수 | 직책   | 선거구   | 정당   | 득표수  | 득표율         | 순위 | 당락 | 비고 |
| -------- | ----- | ---- | ------ | -------- | ------ | ------- | -------------- | ---- | ---- | ---- |
| 2022년   | 대선  | 20대 | 대통령 | 대한민국 | 노동당 | 9,176표 | \| \| 0.02% \| | 10위 | 낙선 |      |
|          | 0.02% |      |        |          |        |         |                |      |      |      |